# 2021-es Európa-liga-döntő
A 2021-es Európa-liga-döntő  volt az európai labdarúgó-klubcsapatok második legrangosabb tornájának 12., jogelődjeivel együttvéve az 50. döntője. A mérkőzést az gdański Stadion Energa Gdańskban rendezték meg.
A mérkőzés győztese részt vett a 2021-es UEFA-szuperkupa döntőjében, ahol az ellenfél a 2020–2021-es UEFA-bajnokok ligája győztese volt. A győztes a 2021–2022-es UEFA-bajnokok ligája csoportkörébe is részvételi jogot szerzett.
A döntőt eredetileg Sevillában, a Ramón Sánchez-Pizjuánban játszották volna, azonban a koronavírus-járvány miatt, és a 2020-as döntő Gdańskból Kölnbe helyezése okán is végül Lengyelországban bonyolították le.
A Villarreal hosszabbítás utáni 1–1-es döntetlent követően büntetőkkel 11–10-re nyerte meg a mérkőzést, ezzel a klub történetének első jelentős trófeáját begyűjtve. Unai Emery, a csapat vezetőeduzője negyedszer nyerte meg az Európa-ligát, ezzel a sorozat (és a jogelőd UEFA-kupa) legeredményesebb edzője lett, megelőzve Giovanni Trapattonit.

## A mérkőzés
| 2021. május 26. 21:00 |

| Villarreal                                                                  | 1–1 (h. u.)       | Manchester United                                                              |
| --------------------------------------------------------------------------- | ----------------- | ------------------------------------------------------------------------------ |
| Moreno 29'                                                                  | (1–0) Jegyzőkönyv | Cavani 55'                                                                     |
| Büntetőpárbaj                                                               |                   |                                                                                |
| Moreno Raba Alcácer Moreno Parejo Gómez Albiol Coquelin Gaspar Torres Rulli | 11–10             | Mata Telles Fernandes Rashford Cavani Fred James Shaw Tuanzebe Lindelöf de Gea |

| Stadion Energa Gdańsk, Gdańsk Nézőszám: 9412 Játékvezető: Clément Turpin (francia) |

| Villarreal | Manchester United |

| GK          | 13 | Gerónimo Rulli    |     |        |
| RB          | 8  | Juan Foyth        | 84' | 88'    |
| CB          | 3  | Raúl Albiol (c)   |     |        |
| CB          | 4  | Pau Torres        |     |        |
| LB          | 24 | Alfonso Pedraza   |     | 88'    |
| CM          | 5  | Dani Parejo       |     |        |
| CM          | 25 | Étienne Capoue    | 54' | 120+3' |
| CM          | 14 | Manu Trigueros    |     | 77'    |
| RF          | 7  | Gerard Moreno     |     |        |
| CF          | 9  | Carlos Bacca      |     | 60'    |
| LF          | 30 | Yeremi Pino       |     | 77'    |
| Cserék:     |    |                   |     |        |
| GK          | 1  | Sergio Asenjo     |     |        |
| DF          | 2  | Mario Gaspar      |     | 88'    |
| DF          | 6  | Ramiro Funes Mori |     |        |
| DF          | 15 | Pervis Estupiñán  |     |        |
| DF          | 18 | Alberto Moreno    |     | 88'    |
| DF          | 20 | Rubén Peña        |     |        |
| DF          | 21 | Jaume Costa       |     |        |
| MF          | 12 | Dani Raba         |     | 120+3' |
| MF          | 19 | Francis Coquelin  |     | 60'    |
| MF          | 23 | Moi Gómez         |     | 77'    |
| FW          | 17 | Paco Alcácer      |     | 77'    |
| FW          | 34 | Fer Niño          |     |        |
| Vezetőedző: |    |                   |     |        |
| Unai Emery  |    |                   |     |        |

| GK                  | 1  | David de Gea        |      |        |
| RB                  | 29 | Aaron Wan-Bissaka   |      | 120+3' |
| CB                  | 2  | Victor Lindelöf     |      |        |
| CB                  | 3  | Eric Bailly         | 82'  | 116'   |
| LB                  | 23 | Luke Shaw           |      |        |
| CM                  | 6  | Paul Pogba          |      | 116'   |
| CM                  | 39 | Scott McTominay     |      | 120+3' |
| RW                  | 11 | Mason Greenwood     |      | 100'   |
| AM                  | 18 | Bruno Fernandes (c) |      |        |
| LW                  | 10 | Marcus Rashford     |      |        |
| CF                  | 7  | Edinson Cavani      | 113' |        |
| Cserék:             |    |                     |      |        |
| GK                  | 13 | Lee Grant           |      |        |
| GK                  | 26 | Dean Henderson      |      |        |
| DF                  | 5  | Harry Maguire       |      |        |
| DF                  | 27 | Alex Telles         |      | 120+3' |
| DF                  | 33 | Brandon Williams    |      |        |
| DF                  | 38 | Axel Tuanzebe       |      | 116'   |
| MF                  | 8  | Juan Mata           |      | 120+3' |
| MF                  | 17 | Fred                |      | 100'   |
| MF                  | 19 | Amad Diallo         |      |        |
| MF                  | 21 | Daniel James        |      | 116'   |
| MF                  | 31 | Nemanja Matić       |      |        |
| MF                  | 34 | Donny van de Beek   |      |        |
| Vezetőedző:         |    |                     |      |        |
| Ole Gunnar Solskjær |    |                     |      |        |

| A mérkőzés legjobb játékosa: Étienne Capoue (Villarreal) | A mérkőzés szabályai - 90 perc. - 30 perc hosszabbítás, ha szükséges. - Büntetőpárbaj, ha az eredmény továbbra is egyenlő. - Tizenkét megnevezett cserejátékos. - Legfeljebb öt csere, a hosszabbításban a hatodik engedélyezett. |